# Gefecht von Waplitz
Das Gefecht von Waplitz stellt ein tragisches Ereignis des Sieges bei Hohenstein am Ende der Tannenbergschlacht während des Ersten Weltkrieges dar.

## Geschichte

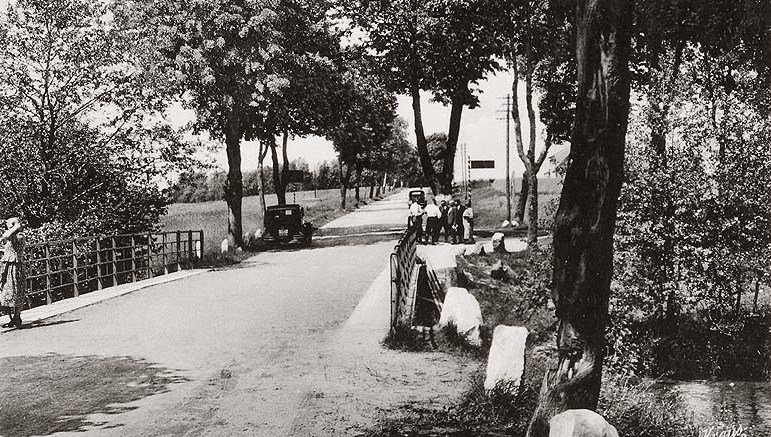
Die Waplitzbrücke unmittelbar nach Kriegsende

Die 41. Infanterie-Division hatte am 27. August abends mit 9 ¼ Bataillonen, 2 Esquadrons und 13 Batterien in der 5 km breiten Frontlinie Januschkau – Albrechtau – Südende Mühlensee Halt gemacht. Kurz vor Mitternacht lief der Befehl des XX. Armee-Korps ein: 

„Die 41. Inf.Div. geht um den Mühlen-See auf Paulsgut derart in den Rücken der Russen vor, daß sie um 4.00 Uhr die Linie Luttken-Ganshorn erreicht.“

 Das bedeutete, dass schon um 4 Uhr eine Linie erreicht werden sollte, die ca. 3,5 km hinter Waplitz lag. Ziel des Befehls war, der russischen Armee bei Hohenstein den Rückzug in den Süden zu verlegen. Die ernsten Bedenken des Kommandeurs Leo Sontag wurden ignoriert.
Um ca. 2 Uhr versammelte sich die Vorhut bei Wilhelmsdorf. Das Gros sollte von Albrechtau folgen. Zum Schutz der rechten Flanke war eine Nachhut gebildet worden. Es war dunkel und zudem behinderte Nebel die Sicht. Die Kolonne orientierte sich entlang der Straße Neidenburg-Hohenstein, bis sie an die Enge bei Waplitz kam. Die Vorhut, die aus dem Infanterie-Regiment „Freiherr Hiller von Gaertringen“ (4. Posensches) Nr. 59 bestand, setzte ihren Marsch über einen Feldweg bei Ademsheide bereits um ca. 2.30 Uhr in Richtung Waplitz an. Das Gros erreichte erst südlich von Wittmannsdorf die Straße. Vorhut und Gros waren somit räumlich voneinander getrennt. Erst gegen 4.00 Uhr erreichte die Vorhut das Dorf Waplitz, als in dichtem Nebel Gewehr- und MG-Feuer auf sie gerichtet wurde. Durch Nacht und Nebel und vor allem durch mangelnde Aufklärung war das Infanterieregiment im Unklaren darüber, dass auf der anderen Seite des Flüsschens Maranse eine ganze Brigade der 8. russischen Division mit 26 Geschützen in Stellung gegangen war. Das 30. russische Infanterieregiment hatte das Dorf besetzt; das 29. Infanterieregiment lauerte in der Flanke.
Langsam ging nun die deutsche Vorhut über Brücke und Fluss nach Norden vor. Eine einheitliche Gefechtsführung war wegen der Sichtverhältnisse nicht möglich, nur das Mündungsfeuer ließ die Stärke des Gegners erahnen. Die Maschinengewehrnester der russischen Einheiten waren hervorragend positioniert. Eines wurde sogar auf dem Kirchturm von Waplitz installiert. Besonders das Überschreiten der Brücke kostete daher viele Tote. Erst gegen 5.30 Uhr morgens erreichte das Gros das Gefechtsfeld von Waplitz. Die 74. Infanterie-Brigade mit dem 5. Westpreußischen Infanterie-Regiment Nr. 148 und das Deutschordens-Infanterie-Regiment Nr. 152 griffen in den Kampf ein. Als sich gegen ca. 6 Uhr morgens der Nebel rasch lichtete, eröffnete die russische Artillerie auf den Elchbergen das Feuer und hielt die in Schützenlinie vorgehende Infanterie der 41. Infanterie-Division nieder. Deren Soldaten konnten sich im konzentrierten Feindfeuer auf freiem Feld kaum bewegen, die aus sechs Geschützen bestehende begleitende Artillerie kam kaum zum Schuss. Als schließlich um ca. 7.30 Uhr der Rückzugsbefehl nach Seythen gegeben wurde, war die flüchtende Truppe nicht nur rückwärtigem Feuer ausgesetzt, sondern wurde auch noch von der ostwärtigen Flanke aus unter heftigen Beschuss genommen. Die Geschütze wurden von den Kanonieren unter Wegnahme der Verschlüsse aufgegeben. Die Regimenter, die am weitesten vorgestoßen waren und nun den längsten Rückweg hatten, wiesen auch die höchsten Verluste auf; am vernichtendsten waren die Verluste bei der Vorhut. Das Infanterie-Regiment „Freiherr Hiller von Gaertringen“ (4. Posensches) Nr. 59 hatte nur noch ein ¼ der Mannschaftsstärke; der Kommandeur Oberst Hugo Sonntag erlag in der russischen Gefangenschaft seinen schweren Verwundungen. Die sechs Geschütze fielen ebenfalls in russische Hand. Viele Tote fanden auf dem Ehrenfriedhof Waplitz ihre letzte Ruhe. Am gleichen Tag stellte sich in Hohenstein ein Sieg ein.

## Urteile

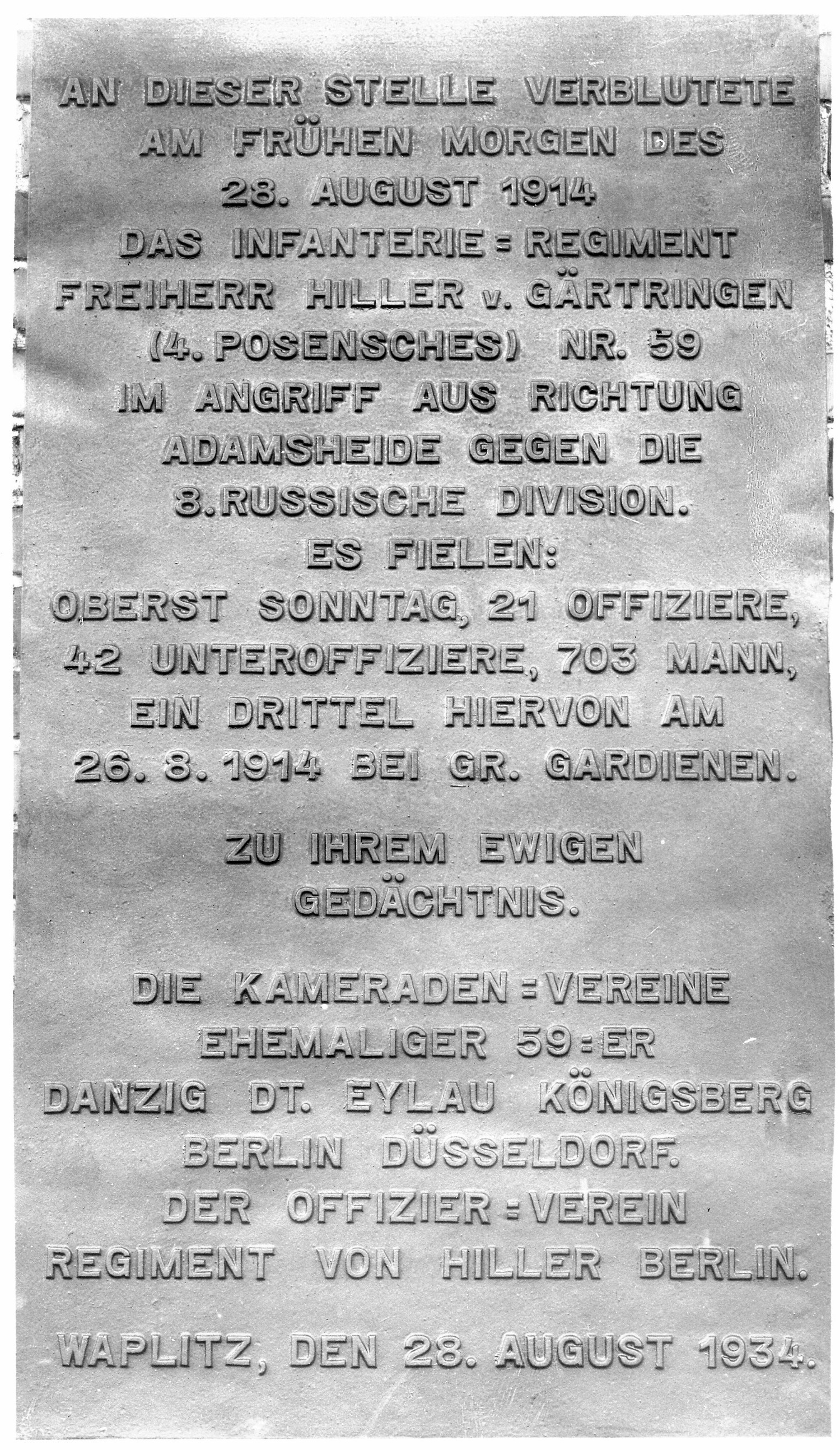
Diese wahrscheinlich nicht mehr existierende Gedenktafel markierte die Stelle des Gefechts nach 1935 bis wahrscheinlich zum Ende des 2. Weltkriegs

„Der Divisionskommandeur hatte gegen seine (Korpsbefehl, Anm. d. Verf.) Durchführung ernste Bedenken. Seine Truppen waren ermüdet. Ein klares Bild vom Feind, sowohl in seiner Flanke wie in der Front, hatten die Meldungen nicht ergeben. Da seine Remonstration gegen den Vormarsch auf Waplitz, die er am heutigen Tage wiederholt vorbracht hatte, ihm vom Generalkommando nur unfreundliche Antworten eingebracht hatten, glaubte er deshalb nicht, dass eine erneute Weigerung über Waplitz anzugreifen, einen Erfolg haben würde und schritt deshalb, wenn auch ungern, an die Ausführung des Unternehmens. Es endete mit einem vollständigen Mißerfolg.“

„Die 41. Inf. Div. hatte Waplitz im Nebel angegriffen und war abgeschlagen. Sie hatte schwer gelitten, stand jetzt westlich davon und sah einem feindlichen Gegenangriff nur mit großer Sorge entgegen.“

„Während des 28. August geht das blutige Ringen weiter.“

„Der Morgen des großen Entscheidungstages sollte nicht grade unter einem glücklichen Zeichen beginnen. Die 41. Inf. Div. erlitt bei Waplitz einen Rückschlag, der den ganzen Plan des A.O.K. über den Haufen zu werfen drohte. Zu bewundern ist die deutsche Armeeführung, die mit ruhigen Nerven im unerschütterlichen Vertrauen auf den Endsieg alle Fäden in der Hand behielt und mit raschen Entschluß auch gefährliche Lagen zu meistern wußte. ... Die Absicht des A.O.K war von der 41. Inf. Div. nicht erreicht worden, trotzdem war der opferreiche Kampf bei Waplitz nicht nutzlos gewesen, wie ja letzten Endes jedes große Opfer nicht umsonst geleistet wird, mag ihm auch zunächst ein offensichtlicher Erfolg versagt sein.“

## Literarischer Nachklang
Alexander Solschenizyn griff das Gefecht von Waplitz in seinem Roman August Vierzehn auf.

### Fachliteratur
- Dennis E. Showalter: Tannenberg. Clash of empires, 1914. Brassey’s, Washington 2004, ISBN 1-57488-781-5, S. 269–273.
- Christian Zentner: Der Erste Weltkrieg. Daten, Fakten, Kommentare. Moewig, Rastatt 2000, ISBN 3-8118-1652-7.

### Erinnerungsbücher
- Erich Ludendorff: Meine Kriegserinnerungen 1914-1918 Berlin 1919.
- Max Hoffmann: Tannenberg wie es wirklich war. Verlag für Kulturpolitik, Berlin 1926.
- Paul von Hindenburg: Aus meinem Leben. Leipzig 1934, S. 77 (Bericht über den gesamten Tag).